# Друге управління Генштабу ГРУ НВАК
Головне розвідувальне управління Генштабу НВАК, Друге управління Генштабу НВАК (кит.: 情报部; піньїнь: Er Bu Qingbao Bu) — спецслужба Генштабу НВАК, центральний орган військової розвідки КНР. Даний підрозділ створений в 1950 році. Вважається однією з найпотужніших (технічно оснащених) і засекречених спецслужб у світі

## Завдання
Основними напрямками діяльності ГРУ ГШ НВАК є зовнішня стратегічна розвідка та оперативно-тактична розвідка. Цілі і завдання:

1. збір та систематизація даних про перспективний розвиток військово-політичної обстановки в окремих країнах або регіонах світу, стан їх оборонної промисловості, стан збройних сил суміжних країн, провідних держав та держав — ймовірних противників, а також плани їх мобілізаційного розгортання;
2. ведення промислово-економічної розвідки;
3. ведення політичної розвідки;
4. ведення військово-економічної розвідки;
5. підривна діяльність в перерахованих країнах.
6. збір відомостей про спецслужби закордонних країн, форми та методи їх роботи;
7. участь в антитерористичній діяльності на території КНР і за кордоном.

З питань забезпечення державної безпеки, включаючи економічну безпеку країни, розвідка НВАК взаємодіє з Міністерством державної безпеки Китаю, Міністерством громадської безпеки КНР, з китайською митною та фінансовою службами.

## Структура
Структурно ГРУ ГШ НВАК складається з 7 управлінь (департаментів) та інших підлеглих організацій і підрозділів. Наприклад, спеціальна група «Осінній сад» входить до складу Третього управління і веде цілеспрямовану розвідувальну діяльність проти Тайваню, здійснює проникнення в його різні політичні партії та організації, має розвинену розвідувальну мережу на Тайвані.
Крім того, даному Головному розвідувальному управлінню оперативно підпорядковані розвідувальні управління

- ВПС,
- ВМС та
- військових округів (Пекінський військовий округ, Чендуський військовий округ, Гуанчжоуський військовий округ, Цзінаньський військовий округ, Ланьчжоуський військовий округ, Нанкінський військовий округ, Шеньянський військовий округ), а також
- розвідуправління і відділи гарнізонів (Пекінський, Шанхайський, Тяньцзіньський).

Головний офіс ГРУ ГШ НВАК знаходиться на території центрального апарату Міністерства оборони КНР і Генерального штабу НВАК в центральному районі Пекіну — Січен, вул. Північній Аньделі — 21. Водночас більшість управлінь ГРУ розташовані в окремому військовому містечку, розташованому на відстані в 30 км на північний захід від Пекіна в районі гори Сішань. Загальна чисельність особового складу ГРУ ГШ НВАК становить, за наявними даними, понад 35 000 осіб.
ГРУ Генштабу НВАК співпрацює зі спецслужбами інших країн, у тому числі з ФСБ РФ.

## Керівництво
Загальне керівництво і контроль за діяльністю ГРУ ГШ НВАК здійснює Центральна військова рада КНР, що підпорядковується ЦК КПК. Оперативне керівництво ГРУ ГШ НВАК здійснює начальник Генерального штабу НВАК. Начальник ГРУ ГШ НВАК призначається на посаду указом голови КНР.
Відомі начальники ГРУ ГШ НВАК:
| Керівники Другого управління Генштабу ГРУ НВАК |                         |          |
| Період                                         | Особа                   | Примітки |
| 1988-1992 роки                                 | Сюн Гуанкай             |          |
| 1995-1999 рр.                                  | генерал-майор Цзі Шенде |          |
| 2001-2007 рр.                                  | Чень Сяогун             |          |
| 2007-2011 рр.                                  | Ян Хуей                 |          |
| з січня 2012 р.                                | генерал-майор Чен Юі    |          |